# Newark (New Jersey)
Newark amerikai város New Jersey állam Essex megyéjében. Három egyházmegye: a Newarki Szabadító Miasszonyunk szír katolikus egyházmegye Newarki római katolikus főegyházmegye és a Newarki episzkopális egyházmegye püspöki székvárosa is. A város a legnépesebb település az egész államban, fontos nemzetközi kikötő.

## Fekvése
New Jersey állam északkeleti részén fekszik, 13 kilométerre Manhattantől nyugatra. Essex megye székhelye.

### Éghajlata
| Hónap                         | Jan. | Feb. | Már. | Ápr. | Máj. | Jún. | Júl. | Aug. | Szep. | Okt. | Nov. | Dec. | Év   |
| ----------------------------- | ---- | ---- | ---- | ---- | ---- | ---- | ---- | ---- | ----- | ---- | ---- | ---- | ---- |
| Átlagos max. hőmérséklet (°C) | 3,8  | 5,7  | 10,4 | 16,7 | 22,3 | 27,5 | 30,0 | 28,9 | 24,8  | 18,5 | 12,6 | 6,4  | 17,4 |
| Átlagos min. hőmérséklet (°C) | −4,2 | −2,8 | 0,9  | 6,5  | 11,8 | 17,4 | 20,4 | 19,7 | 15,4  | 8,9  | 3,9  | −1,3 | 8,1  |
| Átl. csapadékmennyiség (mm)   | 89   | 73   | 106  | 107  | 104  | 102  | 121  | 94   | 97    | 91   | 93   | 97   | 1174 |
| Forrás: NOAA 1981-2010        |      |      |      |      |      |      |      |      |       |      |      |      |      |

## Története
Newarkot 1666-ban puritánok alapították, akik Robert Treat vezetésével költöztek ide Connecticutból. A városban az ipar és a népesség gyorsan növekedett a 19. század és a 20. század elején, a 20. század második felében azonban erősödtek az etnikai feszültségek, és a város hanyatlása volt tapasztalható. A faji zavargások csúcspontja az 1967-es évben volt. Az 1990-es években és a 21. században a város újjáéledése figyelhető meg

## Ipara
A városban jelentős az ipari termelés. Gyártanak itt elektronikai eszközöket, bőrárukat, nyomdaipari termékeket, élelmiszereket, és  a textilipar is fontos.

## Közlekedése

### Vasút
A városon keresztül húzódik az Amtrak vasúttársaság Northeast Corridor (Északkeleti Folyosó) nevű kétvágányú, villamosított vasútvonala, melyen jó néhány nevezetes vonat közlekedik:
- Silver Star
- Crescent
- Silver Meteor
- Vermonter
- Cardinal
- Keystone Service
- Palmetto
- Pennsylvanian
- Northeast Regional

### Repülőtér
Részben a város területén található a Newark Liberty nemzetközi repülőtér.

### Kikötő
A város kikötője az 1910-es években épült. A konténerkikötő 2004-ben a harmadik legnagyobb volt az országban.

## Kultúra

### Vallás
A város jelentős templomai, melyek egyben műemlékek is:
- Római katolikus székesegyháza a Szent Szív-székesegyház.[7]
- Régi Első Presbiteriánus-templom

### Felsőoktatás
- New Jersey Institute of Technology (NJIT), Rutgers–Newark
- Seton Hall University School of Law
- Rutgers Biomedical and Health Sciences (newarki kampusz)
- Essex County College
- Berkeley College newarki kampusz

### Sport
A városban a jelentősebb sportligák, a MLB, NBA, NHLés a NFL is képviselik magukat. NHL-csarnoka a Prudential Center, amely a New Jersey Devils otthona, baseball-csarkoka pedig a Newark Bears pályája, a Riverfront Stadium.

## Híres newarkiak
- Paul Auster
- Jason Alexander
- George W. Bush
- Brian De Palma
- Connie Francis
- Gloria Gaynor
- Allen Ginsberg
- Whitney Houston
- Ice-T
- Wyclef Jean
- Raile Jakab
- Paul Kurtz
- Michael Lepond
- Ray Liotta
- Shaquille O’Neal
- Redman
- Philip Roth
- Walter Schirra
- Wayne Shorter
- Mar Ignatius Joseph III Younan

## Testvérvárosok
A Sister Cities International nyilvántartása szerint Newarknak 15 testvérvárosa van
- Rio de Janeiro,  Brazília
- Kumasi,  Ghána
- Aveiro,  Portugália
- Banjul,  Gambia
- Belo Horizonte,  Brazília
- Douala,  Kamerun
- Freeport,  Bahama-szigetek
- Gandzsa,  Azerbajdzsán
- Governador Valdares,  Brazília
- Monrovia,  Libéria
- Porto Alegre,  Brazília
- Reserva  Brazília
- Seia,  Portugália
- Umuaka,  Nigéria
- Szucsou,  Kína